# فرانك رامزي
فرانك بلامبتون رمزي (بالإنجليزية: Frank Plumpton Ramsey) رياضياتي بريطاني، والذي بالإضافة للرياضيات، قدم مساهمات كبيرة ومبكرة في الفلسفة والاقتصاد قبل وفاته عن عمر يناهز ال 26. كان صديقاً مقرباً للودفيش فيتغنشتاين، وكان له دور أساسي في ترجمة كتاب فيتغنشتاين رسالة منطقية فلسفية إلى اللغة الإنكليزية، وفي إقناع فيتجنشتاين بالعودة إلى الفلسفة وإلى كامبريدج.

## حياته
ولد في 22 فبراير 1903 في كامبردج حيث آرثر والده، رياضياتي أيضا، الذي كان رئيس الكلية المجدلية في كامبريدج. كان الأكبر لأخين وأختين، وشقيقه مايكل رمزي، الوحيد من الأشقاء الأربعة الذين بقي مسيحياً، أصبح في وقت لاحق رئيس الأساقفة في كانتربيري. دخل كلية وينشستر في عام 1915 وعاد في وقت لاحق إلى كامبردج لدراسة الرياضيات في كلية ترينيتي. هادئ، بسيط ومتواضع، كان لرمزي اهتمامات عديدة إلى جانب عمله العلمي. حتى عندما كان مراهقا أظهر رمزي قدرة عميقة، وكما يشهد له شقيقه، عنده مجموعة متنوعة للغاية من الاهتمامات:
.
عانى رمزي بشكل معتدل من الاكتئاب، وأبدى اهتماما فكريا في التحليل النفسي. أثناء كتابة أطروحته ذهب إلى فيينا ليحصل على تحليل نفسي من قبل ثيودور ريك، تلميذ فرويد. باعتبارها واحدة من المبررات للقيام العلاج، أكد في رسالة إلى والدته أن النبضات اللاواعية قد تؤثر حتى على عمل الرياضيات.
في سبتمبر 1925 تزوج من ليتس بيكر، جرى زفافه في مكتب تسجيل لأن رمزي كان، كما وصفته زوجته، 'ملحدا متشدداً'. نجم عن الزواج ابنتين. على الرغم من إلحاده، كان رمزي متسامحاً جداً تجاه أخيه عندما قرر الأخير أن يصبح كاهنا في الكنيسة الأنجليكانية 

## الحياة الأكاديمية
عاد إلى إنجلترا في عام 1924، وبدعم من جون مينارد كينز، صار زميل في كلية الملك في كامبريدج، ليكون الشخص الثاني من أي وقت مضى الذي تم اختياره دون أن يكون قد درس سابقاً في كلية الملك.
في عام 1926 أصبح محاضراً جامعياً في الرياضيات وبعد ذلك مديرا للدراسات في الرياضيات في كلية الملك. تعاون رمزي وكينز لإعادة فيتجنشتاين إلى كامبردج (كان طالباً هناك قبل الحرب العالمية الأولى). عندما عاد فيتجنشتاين إلى كامبردج، أصبح رمزي مراقبه الاسمي. سلم فيتجنشتاين رسالة منطقية فلسفية كأطروحة الدكتوراه. كان ج. ي. مور وبيرتراند راسل بدور الممتحنين. في وقت لاحق، رتب ثلاثتهم مساعدات مالية لفتغنشتاين لمساعدته على مواصلة عمله البحثي.
في عام 1929 ناقش رمزي وفيتجنشتاين بانتظام في الرياضيات وفلسفة مع بييرو سرافا، وهو اقتصادي إيطالي الذين تم تقديمهم إلى كامبردج من قبل كينز بعد أن أثار سرافا أثار غضب بينيتو موسوليني غضب بعد نشره مقالاً انتقادي للنظام الفاشي في صحيفة الغارديان. عبر كل من سرافا وفيتجنشتاين عن شكرهم من مساهمات رمزي لهذه النقاشات في عملهم في وقت لاحق.

## عمله
في عام 1927 نشر رمزي المقال المؤثر حقائق ومقترحات، والذي طرح ما يوصف أحيانا بأنه نظرية تكرار الحقيقة.
واحدة من النظريات التي تمت برهنتها بواسطة رمزي في مقالته في عام 1930 حول مسألة في المنطق الرسمي تحمل اسمه الآن (مبرهنة رمزي). في حين أن هذه النظرية هي ربما العمل الذي يتم به تذكره بشكل أفضل، قد قام باثباتها فقط في اجتياز، كبرهان لمي ثانوي على طول الطريق إلى هدفه الحقيقي في مقاله، حالّاً بذلك حالة خاصة من مشكلة القرار، وكذلك وصف لطيْفٍ من الأحكام في هذا الجزء من المنطق. قدر كبير من العمل اللاحق في الرياضيات قد طور بشكل مثمر من برهان لمي الثانوي ظاهريا، والتي تحول إلى نتيجة مبكرة هامة في التوافقيات، دعماْ للفكرة القائلة بأن ضمن النظم الكبيرة بما فيه الكفاية، بينما مختلة، يجب أن يكون هناك بعض النظام. مثمرة جدا، في الواقع، كانت نظرية رمزي والتي هي اليوم فرع كامل في الرياضيات، والمعروفة باسم نظرية رمزي، المكرسة لدراسة نتائج مماثلة.
مؤلفاته الفلسفية شملت:
- المسلمات (1925)
- حقائق ومقترحات (1927)
- مسلمات القانون والواقع (1928)
- المعرفة (1929)
- نظريات (1929)
- الطروحات العامة والعلاقة السببية (1929).

فيتجنشتاين يذكره في مقدمة التحقيقات الفلسفية خاصته كأحد العوامل المؤثرة (ولكن ليس عامل مؤثر عظيم مثل بييرو سرافا).

## موته المبكر
بسبب معاناته من مشاكل كبد مزمنة، أصيب رمزي باليرقان بعد عملية جراحية في البطن وتوفي في 19 يناير 1930 في مستشفى غاي في لندن عن عمر يناهز ال 26. ودفن في في كامبردج.

## وصلات خارجية
- فرانك رامزي على موقع الموسوعة البريطانية (الإنجليزية)
- O'Connor، John J.؛ Robertson، Edmund F.، "فرانك رامزي"، تاريخ ماكتوتور لأرشيف الرياضيات
- فرانك رامزي في شجرة علماء الرياضيات